# Sky Arte
Sky Arte è un canale televisivo tematico italiano di proprietà del gruppo Sky Italia dedicato all'arte, al design e alla cultura. 
Sintonizzato sui canali 123 e 400, è visibile all'interno del pacchetto "Sky TV" con "Sky HD".
Sky Arte racconta le espressioni artistiche in vari ambiti, dalla letteratura alla fotografia, i festival, la musica, le arti digitali, la grafica, il design, la pittura e la scultura. Il direttore di Sky Arte è Roberto Pisoni.

## Storia
Dopo alcuni giorni di countdown le trasmissioni sono iniziate il 1º novembre 2012 con l'anteprima, in prima serata, del documentario Michelangelo - Il cuore e la pietra. Il 29 marzo 2014 Sky Arte si è trasferito al canale 120. Il 1º novembre 2015 Sky Arte compie tre anni, modifica il suo logo e si uniforma al canale britannico Sky Arts.
Dal 4 giugno 2018 al 2 gennaio 2019 è stato disponibile al canale 106, al posto di Sky Sport Mix HD, che nel frattempo ha cessato le proprie trasmissioni.
Il 2 luglio dello stesso anno rinnova logo e grafiche sulla scia del restyling che aveva subito l'anno precedente anche la controparte britannica Sky Arts.
Dal 31 dicembre 2019 al 1º agosto 2021 il canale è stato disponibile su TIMvision.
Il 25 marzo 2020 il canale viene reso disponibile anche gratuito sul sito.
Dal 1º luglio 2020 il canale viene reso disponibile anche su Now TV in sostituzione di Fox Life; i suoi contenuti erano disponibili on-demand già prima di tale data.
Il 15 gennaio 2021 rinnova il proprio logo.
Il 18 ottobre 2021 viene lanciato Sky Arte +1 HD, posizionato alle numerazioni 121 e 401.
Il 1º febbraio 2025 Sky Arte +1 HD viene chiuso definitivamente.

## Loghi

1º novembre 2012 - 1º novembre 2015
1º novembre 2015 - 2 luglio 2018